# Халта
Халта (бур. Халта) — деревня в Аларском районе Усть-Ордынского Бурятского округа Иркутской области. Входит в состав муниципального образования «Ныгда».

## Этимология
Гавриил Богданов производит название Халта от бурятского хал — «роща в низине» и суффикса места та. Станислав Гурулёв считает, что данный топоним происходит от бурятского хаалта — «препятствие», «преграда», «плотина» или монгольского хаалт — «барьер», «заслонка» и хаалтай — «закрытый».

## География
Деревня находится на расстоянии 33 км к юго-западу от посёлка Кутулик, административного центра района.

## Население
| 2002 | 2010 | 2011 | 2012 |
| ---- | ---- | ---- | ---- |
| 21   | ↘17  | →17  | →17  |

## Улицы
В деревне имеется одна улица — Российская.